# Bartramia potosica
Bartramia potosica är en bladmossart som beskrevs av Montagne 1838. Bartramia potosica ingår i släktet äppelmossor, och familjen Bartramiaceae. Inga underarter finns listade i Catalogue of Life.